# Franz Willuhn

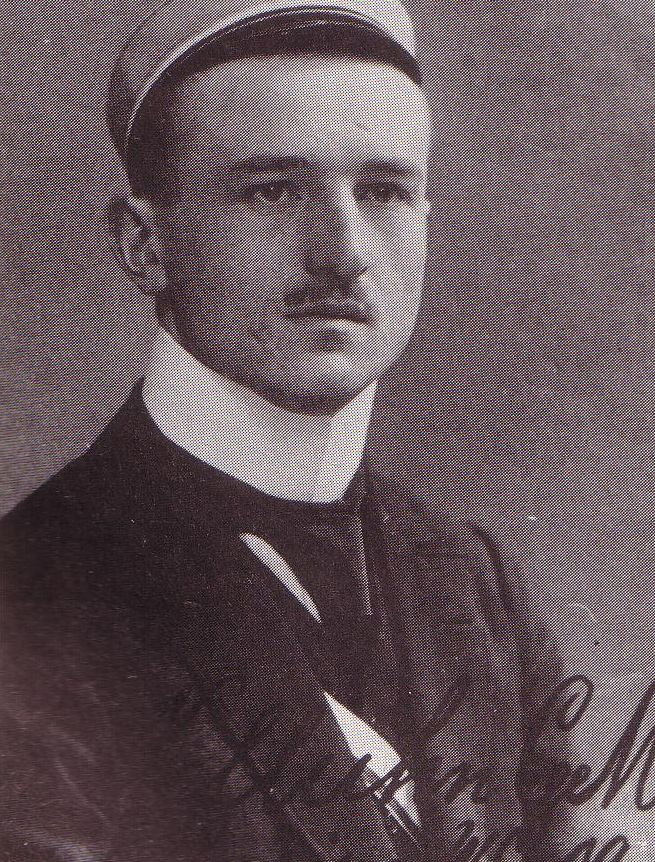
Franz Willuhn als Masure

Franz Friedrich Willuhn (* 24. Oktober 1885 in Triaken, Kr. Insterburg; † 17. Februar 1979 in Milspe) war ein deutscher Verwaltungsjurist und Ministerialbeamter.

## Herkunft
Willuhn stammte aus einer altpreußischen Familie (Welune) in Galinden. Am Nordrand des Mauersees war ein Vorfahre als Reik, d. h. Häuptling der dortigen Prūsai, ansässig. Dessen Sohn wurde 1239 in der Ordensburg Balga getauft. Die mütterlichen Vorfahren waren Bojaren in Litauen. Willuhns Urgroßvater flüchtete nach Ostpreußen und erwarb ein Gut bei Angerburg. Hier und im Kreis Insterburg lebten die folgenden Generationen.

## Leben
Nach dem Besuch der Schulen in Triaken und Angerburg machte Willuhn zunächst eine kaufmännische Lehre, wechselte aber auf das Gymnasium in Insterburg. Nach dem Abitur studierte er Rechtswissenschaft an der Albertus-Universität Königsberg. Später ließ er sich an der Friedrichs-Universität Halle, an der Friedrich-Wilhelms-Universität Berlin und am Institut für Seeverkehr und Weltwirtschaft in Kiel auch auf Volkswirtschaft ein. Nach dem Referendarexamen am Oberlandesgericht Naumburg promovierte er 1913 an der Ernst-Moritz-Arndt-Universität Greifswald zum Dr. iur. Willuhn war Mitglied des Corps Masovia (1908) und des Corps Palaiomarchia (1960).

### Erster Weltkrieg
Seine Dienstzeit als Einjährig-Freiwilliger bei dem in Königsberg garnisonierten preußischen Grenadier-Regiment Nr. 1 „Kronprinz“ beendete er 1913 als Leutnant der Reserve. Nach Ausbruch des Ersten Weltkriegs nahm er im August 1914 mit seinem Regiment an der Schlacht von Tannenberg teil und wurde Anfang September 1914 schwer verwundet. Danach tat er Etappendienst in Königsberg und Saarbrücken. 1917 kam er zum Großen Generalstab und 1918 zum Militärbevollmächtigten Balkan. Kurz vor Kriegsende wurde er von Sofia nach Metz versetzt. Schließlich hatte er ein Kommando beim Rücktransport der Heeresgruppe Herzog Albrecht aus Frankreich. Er erhielt hohe ausländische Auszeichnungen. „Besonders gern trug er den höchsten Orden des Königreichs Bulgarien“.

### Weimarer Republik
Nach dem Zweiten Examen in Berlin war er Assessor bei verschiedenen Staatsanwaltschaften. 1921 wurde er als Regierungsrat in die Industrie- und Handelspolitische Abteilung des Reichswirtschaftsministeriums eingestellt. Im selben Jahr heiratete er Charlotte Wirth († 1973), die Tochter eines Fabrikbesitzers im westfälischen Milspe. Seit 1931 Oberregierungsrat, war er mehrfach Ministerialadjutant und Delegationsmitglied bei Handelsverträgen mit Jugoslawien, Bulgarien und Rumänien. Mit Sonderaufträgen nahm er oft an Sitzungen des Völkerbundes in Genf und Paris teil.

### Nationalsozialismus
1933 kam Willuhn als Ministerialrat in die Reichskanzlei. An der Trauerfeier für Paul von Hindenburg im Tannenberg-Denkmal am 7. August 1934 nahm er als offizieller Gast teil. Als 1935 die Gleichschaltung der Studentenverbindungen abgeschlossen werden sollte, unterstützte Willuhn den Staatssekretär Hans Heinrich Lammers bei seinen gescheiterten Bemühungen, den Fortbestand der Verbindungen in Form einer nationalsozialistischen Gesamtorganisation zu sichern. 1937 trat er in die NSDAP ein und wurde im selben Jahr zum Reichskabinettsrat ernannt, zuständig für die Bereiche Wirtschaft und Verkehr. Er und Johannes Popitz bewahrten seinen Corpsbruder Rolf Grabower vor der Deportation in ein Vernichtungslager.
Am 21. April 1945 erhielt Willuhn die Abordnung zu Großadmiral Karl Dönitz nach Plön. Da er die Flucht der Regierung Dönitz in den Sonderbereich Mürwik nicht mitmachte, entging er der dortigen Verhaftung. 1948 war er über längere Zeit als Zeuge bei den Nürnberger Prozessen geladen.
Das Familienarchiv in Willuhns Haus in Schlachtensee wurde vom Kommandanten des Amerikanischen Sektors von Berlin vereinnahmt.

### Neuanfang
Seit dem Spätsommer 1945 arbeitete Willuhn in der Milsper Gustav Wirth OHG, Hammerwerk, Walzwerk und Gesenkschmiede. Sie hatte zwei Tochtergesellschaften, die Ostdeutsche Maschinenfabrik Rud. Wermke AG in Heiligenbeil, bei der Willuhn im Aufsichtsrat saß, sie wurde 1945 zerstört. Die andere Tochtergesellschaft ist die heutige INDAG Maschinenbau GmbH in Borsfleth bei Glückstadt. Als die Milsper Fabrik 1956 wegen Absatzmangels einging, besorgte Willuhn die Abwicklung.
Willuhn starb im diabetischen Koma, ohne von seiner Erkrankung zu wissen. Er hinterließ zwei Söhne, die am Zweiten Weltkrieg teilgenommen hatten. Der eine war Hüttendirektor bei Klöckner in Bremen. Der andere ist Jurist und Inhaber der INDAG Maschinenbau Borsfleth.